# Hèctor Parra
Hèctor Parra (nacido en Barcelona el 17 de abril de 1976) es un compositor español contemporáneo.

## Biografía
Hèctor Parra comenzó su formación musical en el Conservatorio Municipal de Barcelona, bajo la dirección de Carles Guinovart y David Padrós. Posteriormente recibiría clases de Brian Ferneyhough y Jonathan Harvey. En 2001 cursó un máster de electroacústica por la Universidad de París VIII, tras el cual empezó a trabajar como compositor residente en el IRCAM (Institut de recherche et coordination acoustique/musique) de París. 
En 2002 recibió el Premio de composición musical del INAEM.
Su obra se caracteriza por un discurso compositivo basado en la indagación sonora por medio de recursos electrónicos. De su producción, cabe destacar Chroma (2004-2006) para gran orquesta, Chamber Symphonie-Quasi Kristall (2005), Leaves of Reality (2006-2007) o, según el propio autor, una «experiencia sonora para dos vocalistas, conjunto instrumental y electrónico», así como Hypermusique Prologue (2009).
En 2014 estrenó su cuarta ópera Das geopferte Leben (La vida sacrificada) una revisión, original y llena de humor, del mito de Orfeo, con libreto NDiaye.